# Port lotniczy Târgu Mureș
Port lotniczy Târgu Mureș (IATA: TGM, ICAO: LRTM) – międzynarodowy port lotniczy położony w Ungheni, 17 km od centrum Târgu Mureș, w okręgu Marusza, w Rumunii.

## Linie lotnicze i kierunki lotów
| Linia lotnicza       | Kierunek                                              |
| -------------------- | ----------------------------------------------------- |
| Animawings           | Sezonowe czartery: 1. Antalya                         |
| Corendon Airlines    | Sezonowe czartery: 1. Antalya                         |
| HiSky                | Sezonowe czartery: 1. Antalya                         |
| Sky Express (Greece) | Sezonowe czartery: 1. Heraklion                       |
| Wizz Air             | 1. Budapeszt 2. Dortmund 3. Londyn-Luton 4. Memmingen |